# Hsieh Meng-hsuan
Hsieh Meng-hsuan (ur. 26 listopada 1999) – tajwańska zapaśniczka walcząca stylu wolnym. Zajęła czternaste miejsce na mistrzostwach świata w 2019 roku. 
Ósma na igrzyskach azjatyckich w 2022. Zdobyła srebrny medal na mistrzostwach Azji w 2021; piąta w 2023 i 2025 roku.